# 山口仙二
山口 仙二（やまぐち せんじ、1930年〈昭和5年〉10月3日 - 2013年〈平成25年〉7月6日）は、長崎原爆の被爆者、日本の反核平和運動家。

## 人物・生涯

### 被爆者として
1930年、長崎県南松浦郡玉之浦町（現在：長崎県五島市玉之浦町）に、四男四女の8人きょうだいの次男として生まれる。家は半農半漁で10段の段々畑があり、主にサツマイモを栽培していた。漁業は延縄漁でイシダイなどは売り、雑魚が食卓用だったほか、イカ釣りや鰻取りなども行っていた。また、父は製菓業「月美堂」を営んでいた。
1945年（昭和20年）8月9日、長崎県立長崎工業学校1年時の14歳の時に、学徒動員で通っていた長崎市の三菱長崎兵器製作所大橋工場裏（長崎原爆の爆心地から1.1kmの地点）で、防空壕を掘る作業中に被爆した。顔と左右上肢、躯幹に第二度の大火傷を負い、中等量の出血という重傷を負った。山口は浦上川に飛び込んで泳ぎ、崖をよじ登って本原山の方に逃げた。同日の内に大村海軍病院（現・国立病院機構長崎医療センター）に搬送され、リバノール肝油の塗布やビタカンフル、高張葡萄糖液の注射の治療が施され、8月11日の16時20分に重症と診定された。1946年（昭和21年）3月9日に退院した。
退院後も、顔から胸に残ったケロイド痕（厳密には肥厚性瘢痕）に悩まされた。1951年（昭和26年）に長崎工業学校機械科を卒業したが、就職時の学徒動員先だった三菱造船（現在の三菱重工業長崎造船所）をはじめ、多くの企業で体の傷や体調のことを問われて不合格となるばかりで、自殺を図ったこともあった。そのため五島の父親のもとで駄菓子屋と農業をして生活した。1953年（昭和28年）には土地を売って長崎市に戻り、1957年（昭和32年）まで饅頭店を営んでいた。

### 反核運動家として
1954年（昭和29年）、第五福竜丸事件をきっかけに反核運動が起きる中、饅頭店を訪れた被爆者に誘われて長野県の原水爆反対集会に参加したのが、反核運動家となるきっかけだった。翌1955年（昭和30年）10月1日に長崎原爆青年乙女の会を結成して、初代会長に就任。また日本被爆者団体協議会代表理事などを歴任した。
1960年代以降は日本原水爆被害者団体協議会（被団協）の使節団として、日本国外での講演活動を行うようになった。1981年（昭和51年）には被団協の代表委員に就任し、1982年（昭和57年）6月24日には、ニューヨークで開かれた第2回国際連合軍縮特別総会の全体委員会で、被爆直後の自身の写真を掲げながら、被爆者とNGOを代表してこう演説した。
山口は演説の数日前から体調がすぐれず、点滴を打ちながら演説の練習をしていた。原稿は、草稿から第4稿まで（いずれも複写）をNPO法人「ノーモア・ヒバクシャ記憶遺産を継承する会」が保管している。この国連演説は、後に中学生の社会科教材にも取り上げられた。1984年（昭和59年）には、長崎原爆被災者協議会（長崎被災協）の会長に就任。被爆者援護法の実現を目指し、全国を駆け回った。山口のこうした反核運動は、1986年（昭和61年）5月22日にNHKのドキュメンタリー番組「被爆者 アメリカを行く」で放送された。

### 花輪踏みつけ事件
1989年（平成元年）9月16日、核兵器を搭載している疑惑がある長崎港に入港したアメリカ海軍のフリゲート艦「ロドニー・M・デイヴィス」(USS Rodney M. Davis)のピーター・G・ロバーツ艦長が平和祈念像に花輪を献花した。山口は谷口稜曄ら長崎被災協のメンバーと平和記念像の前で座り込み抗議を行っていたが、艦長が献花した直後、艦長を追いかけたカメラマンの足が花輪に引っ掛かり、花輪が倒れてしまった。その直後、山口は「これは献花じゃない!」と被爆者遺族2人と共に花輪を踏み躙り続け、その姿がニュース映像として放送された。直後に山口は浦上警察署から事情聴取を受け、9月21日に長崎市内の市民運動家に、器物損壊罪で告発された。山口の行動は、市民や被爆者からも批判の声が挙がったが、谷口は同じ被爆者として山口の行動に理解を示し、山口も後の取材で下記のように語っている。
ちなみに、フリゲート艦 ロドニー・M・デイヴィスは、2022年7月12日にカウアイ島の北 50 海里、深さ 15,000 フィートの海域で、標的艦としてオーストラリア、カナダ、マレーシア、アメリカの部隊によってミサイル爆撃され海底に沈んだ。

### 晩年
1990年代前半より喘息を患ったが、1995年（平成7年）に来県した明仁天皇・美智子皇后（いずれも当時）に長崎国際文化会館の展示資料を自ら説明した。1999年（平成11年）5月29日には、長崎放送で山口の半生を描いたドキュメンタリー番組「ゆるすまじ～山口仙二 その生の記憶」が放送された。2000年（平成12年）の取材でも、下記のように核軍縮を進めないアメリカの姿勢を批判していた。
2003年（平成15年）には、体調の悪化で長崎市から長崎県雲仙市のケアハウスに妻ととも転居したが、2007年（平成19年）4月に発足した「ノーモア・ヒバクシャ九条の会」の呼びかけ人にも名を連ねた。花輪を踏み躙った事件から20年後の2009年（平成21年）、黒人で民主党所属のバラク・オバマ大統領のノーベル平和賞受賞決定した際には「勇気ある言葉。大変ありがたい」「アメリカにも変化が出てきた。やっぱり世論がその変化を起こしたんだと思う」と態度を軟化させている。
2010年（平成22年）には、様々な分野で長崎県の発展に貢献した人を顕彰する長崎新聞文化賞を受賞した。2013年（平成25年）7月6日に死去。82歳没。

### 死後
2022年（令和4年）6月17日、長崎市は「長崎原爆で被爆し、戦後の被爆者援護や核兵器廃絶運動をけん引し、日本原水爆被害者団体協議会や長崎原爆被災者協議会の設立に尽力した」として、山口仙二に「栄誉市民」の称号を贈ると発表した。
2024年（令和6年）1月には長崎被災協で国連演説の直筆原稿が発見され、実際の演説と比較すると原稿の形、文言、ページをめくる位置が同じことから、演説時の原稿かは断定できないものの、限りなく最終稿に近い原稿であることが判明した。